# Karina (ca sĩ)
Đây là một tên người Triều Tiên, họ là Yu.
Yu Ji-min (tiếng Hàn: 유지민; Hanja: 劉知珉; Hán-Việt: Lưu Trí Mẫn; sinh ngày 11 tháng 4 năm 2000), thường được biết đến với nghệ danh Karina, là một nữ ca sĩ, vũ công kiêm rapper người Hàn Quốc. Cô được biết đến là thành viên kiêm đội trưởng của nhóm nhạc nữ Hàn Quốc aespa do SM Entertainment thành lập và quản lý, đồng thời còn là thành viên của siêu nhóm nhạc nữ Got the Beat.

## Tiểu sử
Karina sinh ra và lớn lên ở Suwon, Gyeonggi-do, Hàn Quốc, trong một gia đình gồm có bố mẹ và một chị gái. Cô theo học tại trường Trung học Hansol cho đến khi được một tuyển trạch viên tài năng của SM phát hiện thông qua mạng xã hội. Sau đó cô gác lại việc học để tập trung đào tạo và lấy được chứng chỉ GED.

## Sự nghiệp

### Trước khi ra mắt
Karina lần đầu tiên được đại diện của SM Entertainment tuyển chọn thông qua mạng xã hội và được đào tạo 4 năm trước khi ra mắt. Trong thời gian làm thực tập sinh, Karina đã xuất hiện trong video âm nhạc của tiền bối cùng công ty Taemin với bài hát "Want" vào tháng 2 năm 2019 và trình diễn cùng anh trên một số chương trình âm nhạc trong những tuần quảng bá bài hát. Karina cũng xuất hiện cùng tiền bối Kai trong virtual showcase của Hyundai và SM, The All-New Tucson, Beyond DRIVE.

### 2020–nay: Ra mắt cùng aespa, Got the Beat và hoạt động solo
Ngày 27 tháng 10 năm 2020, SM tiết lộ Karina là thành viên thứ hai của aespa. Cô ra mắt với tư cách trưởng nhóm vào ngày 17 tháng 11 năm 2020 với đĩa đơn kỹ thuật số "Black Mamba".
Từ ngày 30 tháng 10 đến giữa tháng 12 năm 2021, Karina dẫn chương trình Travel Diary Soul: Seoul cùng với David Lee McInnis như một phần trong chương trình thúc đẩy du lịch của Chính quyền Thành phố Seoul. Chương trình kéo dài 4 tập, giới thiệu những điểm nóng du lịch trong thành phố. Chương trình được sản xuất cùng History Channel và đã phát sóng tới 39,5 triệu hộ gia đình ở 19 quốc gia. Ngày 17 tháng 12 năm 2021, cô được công bố là một trong những thành viên của Got the Beat được ra mắt bởi SM cùng với Winter và các tiền bối khác như BoA, TaeYeon, Hyoyeon, Seulgi và Wendy.
Ngày 11 tháng 5 năm 2023, MBC thông báo Karina sẽ là người dẫn chương trình đặc biệt cho tập ngày 13 tháng 5 của Show! Music Core cùng với Lee Min-hyuk và Jungwoo. Ngày 22 tháng 9 năm 2023, Karina phát hành đĩa đơn "Sad Waltz" cho loạt phim truyền hình Netflix Song of the Bandits. Ngày 30 tháng 11, có thông báo rằng Karina sẽ tham gia chương trình không có kịch bản của Netflix Agents of Mystery dự kiến phát sóng vào năm 2024.
Ngày 8 tháng 4 năm 2024, đã có thông tin xác nhận rằng Karina sẽ xuất hiện trong 싱크로유 (SynchroYou) của KBS2, một chương trình tạp kỹ âm nhạc, cùng với Yoo Jae-suk, Lee Juck, Lee Yong-jin, Yook Sung-jae và Hoshi. Các tập thử nghiệm sẽ được phát sóng vào ngày 10 và 18 tháng 5. Cùng ngày, Karina cũng được xác nhận rằng sẽ xuất hiện với vai trò DJ đặc biệt trong chương trình radio Lee Seok-hoon's Brunch Cafe của đài MBC FM4U vào ngày 18 và 19 tháng 4.

## Đời tư
Karina là một người theo đạo Công giáo, cô nói rằng tên rửa tội của cô là Katarina, đây là nguồn cảm hứng cho tên người dùng instagram của cô.
Ngày 27 tháng 2 năm 2024, Dispatch đưa tin Karina và nam diễn viên Lee Jae-wook đang hẹn hò, công ty quản lý của cả hai đều xác nhận hai người đang trong giai đoạn tìm hiểu. Điều này đã sớm được các tờ báo quốc tế đưa tin như một ví dụ về những khắc nghiệt đối với việc hẹn hò trong ngành giải trí Hàn Quốc, khi Karina đăng lời xin lỗi trên Instagram sau khi một biển quảng cáo phản đối được gửi để công ty cô.
Ngày 2 tháng 4 năm 2024,  SM Entertainment - công ty chủ quản của Karina đã chính thức lên tiếng xác nhận mối quan hệ giữa trưởng nhóm aespa và nam diễn viên Lee Jae Wook đã thực sự chấm dứt. Cả 2 sẽ tập trung với công việc chính và ủng hộ lẫn nhau với tư cách là đồng nghiệp trong giới giải trí.

## Hình ảnh và ảnh hưởng công chúng

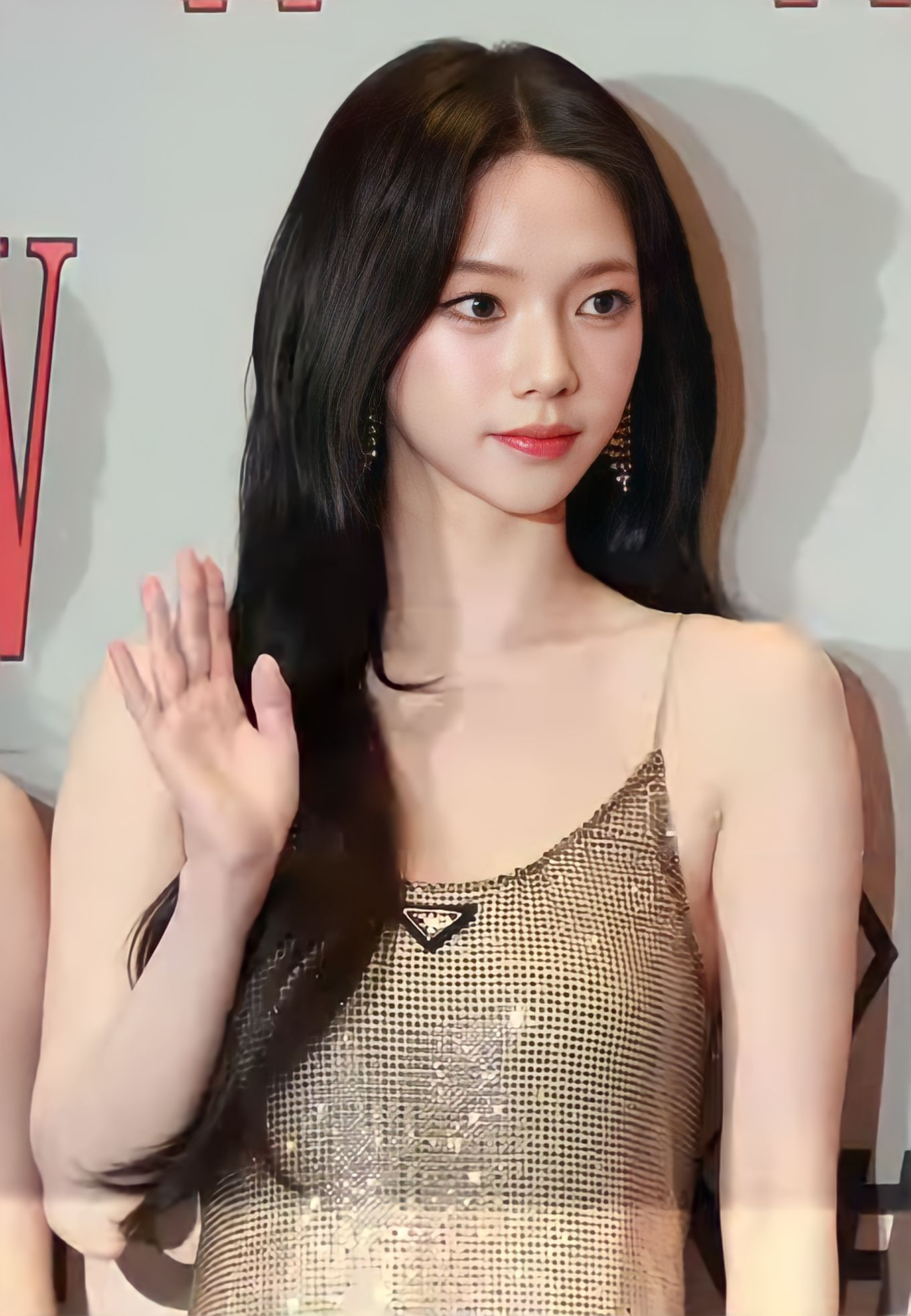
Karina tại sự kiện "Love Your W" của W Korea năm 2023

Karina được SM giới thiệu là thành viên có nhiều tài năng từ vũ đạo, vocal và rap trước khi ra mắt. Tạp chí Paper ca ngợi Karina là một "vũ công với vũ đạo năng động, nhóm trưởng chu đáo và là một rapper thu hút trong nhóm".
Năm 2021, Karina đứng đầu trong bảng xếp hạng thương hiệu dành cho nghệ sĩ K-pop ở Hàn Quốc trong hai tháng liên tiếp. Cô cũng đứng đầu hạng mục thần tượng nữ của Star News trong 8 tuần. Trong "Bảng xếp hạng thương hiệu thành viên nhóm nhạc nữ cá nhân" hàng tháng của Viện nghiên cứu kinh doanh Hàn Quốc, Karina đứng đầu trong cả số tháng 6 và tháng 7 và đứng thứ tư trong số tháng 10. Cô cũng được giới thiệu trong "Chương trình quảng bá du lịch" của Chính quyền thủ đô Seoul nhằm "giúp khách du lịch chiêm ngưỡng toàn cảnh thành phố và Bức tường pháo đài lịch sử của Seoul cũng như nghề làm đồ gốm ở Mullae-dong".

## Hoạt động khác

### Quảng bá thương hiệu
Tháng 4 năm 2022, Karina được chọn làm đại sứ thiện chí cho "Chiến dịch sạch" của Báo Doanh nghiệp Maeil.
Tháng 11 năm 2023, Lotte Chilsung đã bổ nhiệm Karina làm người phát ngôn chính thức cho thương hiệu đồ uống có cồn "Kloud Krush". Tháng 12, Vogue Hàn Quốc đã công bố Karina sẽ là gương mặt đại diện mới cho dòng son môi "Rouge Pur Couture" của YSL Beauty.
Tháng 1 năm 2024, Converse Hàn Quốc thông báo rằng đã chọn Karina, trưởng nhóm aespa, làm đại sứ thương hiệu mới.

## Danh sách đĩa nhạc

### Hợp tác
| Tên                                                                                              | Năm  | Thứ hạng cao nhất | Album                            |
| Tên                                                                                              | Năm  | KOR               | Album                            |
| ------------------------------------------------------------------------------------------------ | ---- | ----------------- | -------------------------------- |
| "The Cure" (with Kangta, BoA, U-Know, Leeteuk, Taeyeon, Onew, Suho, Irene, Taeyong, Mark và Kun) | 2022 | —                 | 2022 Winter SM Town: SMCU Palace |
| "Hot & Cold" (온도차) (with Kai, Seulgi và Jeno)                                                 | 2022 | —                 | 2022 Winter SM Town: SMCU Palace |
| "—" biểu thị các bản phát hành không có bảng xếp hạng hoặc không được phát hành ở khu vực đó.    |      |                   |                                  |

### OST
| Tên                                                                                           | Năm  | Thứ hạng cao nhất | Album                   |
| Tên                                                                                           | Năm  | KOR               | Album                   |
| --------------------------------------------------------------------------------------------- | ---- | ----------------- | ----------------------- |
| "Sad Waltz"                                                                                   | 2023 | —                 | Song of the Bandits OST |
| "—" biểu thị các bản phát hành không có bảng xếp hạng hoặc không được phát hành ở khu vực đó. |      |                   |                         |

### Sáng tác
Tất cả phần bản quyền của bài hát đều được điều chỉnh từ cơ sở dữ liệu của Hiệp hội Bản quyền Âm nhạc Hàn Quốc trừ khi có quy định khác.
| Tên                   | Năm  | Ca sĩ  | Album                         | Viết lời | Soạn nhạc | Ng.    |
| --------------------- | ---- | ------ | ----------------------------- | -------- | --------- | ------ |
| "Menagerie"           | 2023 | Karina | Đĩa đơn không nằm trong album | Yes      | No        | —      |
| "Regret of the Times" | 2024 | aespa  | Đĩa đơn không nằm trong album | Yes      | No        | [ 43 ] |

## Danh sách phim

### Chương trình truyền hình
| Năm  | Kênh    | Tên chương trình  | Tập | Ghi chú            | Ng.    |
| ---- | ------- | ----------------- | --- | ------------------ | ------ |
| 2024 | Netflix | Agents of Mystery | –   | Thành viên cố định | [ 17 ] |

### Music video
| Năm  | Bài hát | Ca sĩ  | Thời lượng | Ng.   |
| ---- | ------- | ------ | ---------- | ----- |
| 2019 | Want    | Taemin | 03:26      | [ 7 ] |

## Chương trình âm nhạc

### Show! Music Core
| Năm  | Ngày        | Bài hát | Điểm |
| ---- | ----------- | ------- | ---- |
| 2024 | 19 tháng 10 | "UP"    | 6698 |